# Blairgowrie (Australien)
Blairgowrie ist ein Ort an der Südküste des australischen Bundesstaats Victoria. 2016 lebten 2312 Personen im Ort.

## Geografie
Blairgowrie liegt im australischen Bundesstaat Victoria auf der Mornington-Halbinsel, die sich zwischen der Bucht Port Phillip und dem Pazifischen Ozean beziehungsweise an die Bass-Straße im Süden erstreckt. Der Ort grenzt im Westen an Sorrento und im Osten an Rye. Die Küstenlinie beträgt ungefähr 6,3 Kilometer, davon fallen 2,5 Kilometer auf das Ufer der Bucht im Norden und 3,8 Kilometer auf das offene Meer im Süden. Der Strand besteht größtenteils aus Sand.

## Geschichte und Etymologie
Der Ort wurde nach der Burg von Blairgowrie in Schottland benannt.
Das erste Postbüro in Blairgowrie wurde am 1. November 1947 eröffnet. Am 2. August 1993 wurde es geschlossen.
Der mit dem Pulitzer-Preis geehrten Rhys Isaac starb 2010 in Blairgowrie.

## Bevölkerung
Während der Volkszählung im Jahr 2016 gaben 2161 Personen an, im Ort zu leben. Davon waren 49,1 % männlich und 50,9 % weiblich. Das durchschnittliche Alter lag bei 57 Jahren, 18 Jahre über dem australischen Durchschnitt von 37 Jahren.
In Blairgowrie leben 613 Familien, mit durchschnittlichen 0.4 Kindern. Im Durchschnitt leben pro Haushalt 21 Personen, die eine wöchentliche Miete von durchschnittlichen 320 AU$ bezahlen; das durchschnittliche wöchentlichen Haushaltseinkommen beträgt 1.060 AU$. Es gibt weiterhin durchschnittlich 1,8 motorbetriebene Fahrzeuge pro Haushalt.
Im Jahr 2016 lebten im Ort 32,6 % englisch-, 25,9 % australisch-, 10,3 % irisch-, 9,3 % schottisch- und 3,2 deutschstämmige Personen. 76,3 % der Bevölkerung im Ort wurden in Australien geboren, 4,6 % in England, 1,2 % in Neuseeland, 0,9 % in Italien, 0,8 % in Deutschland und in Schottland 0,6 %. Indigene australische Festlandsbevölkerung und Torres-Strait-Insulaner machen mit insgesamt 8 Personen 0,3 % der Bevölkerung aus. Davon waren drei männlich und vier weiblich [sic]  und ihr durchschnittliche Alter betrug 51 Jahre.